# Danndorf

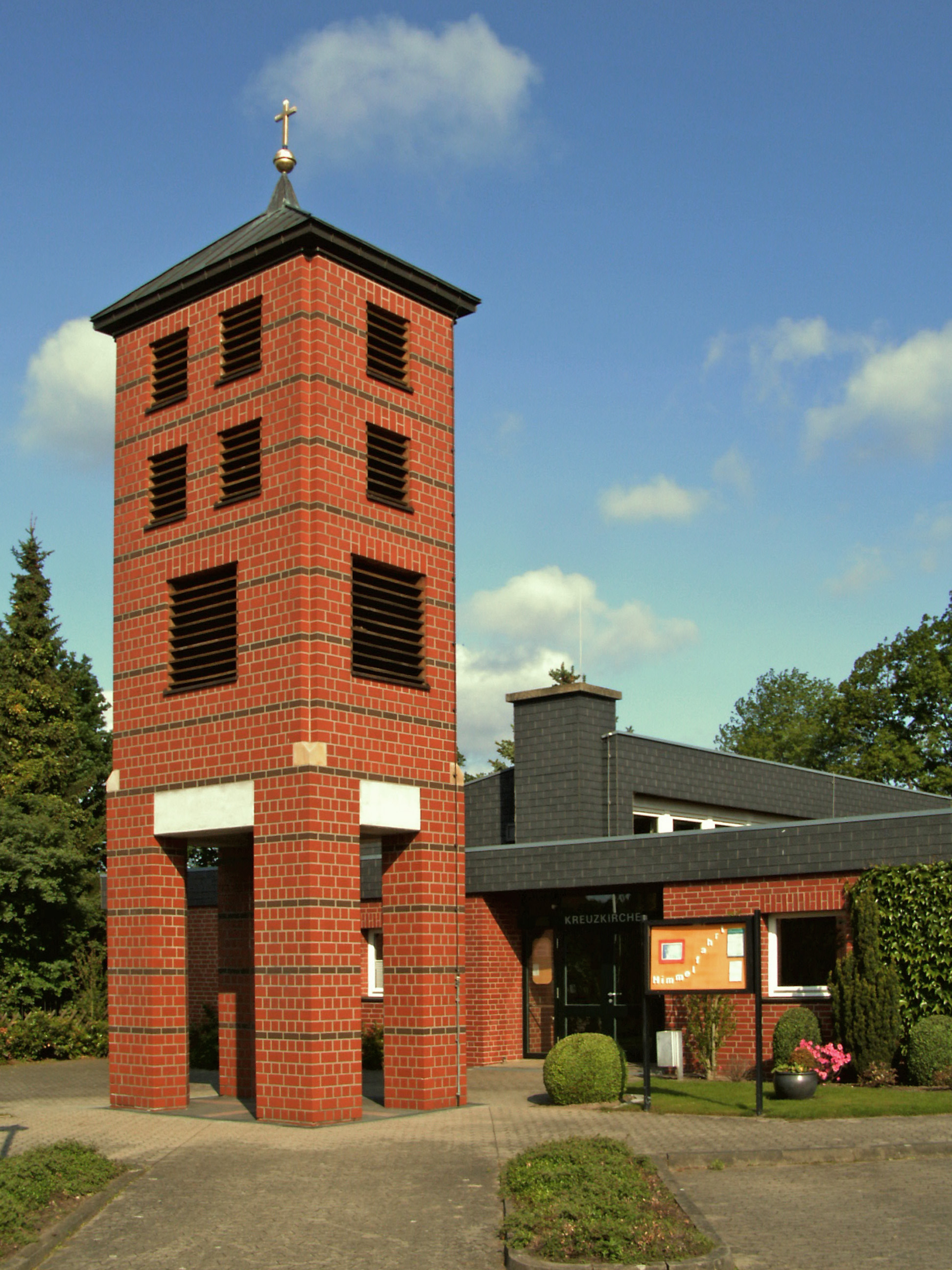
Kerk in Danndorf

Danndorf is een gemeente in de Duitse deelstaat Nedersaksen. De gemeente maakt deel uit van de Samtgemeinde Velpke in het Landkreis Helmstedt. Danndorf telt 2.469 inwoners.
De plaats ligt net ten zuiden van de spoorweg Wolfsburg - Gardelegen
- Gemeinsame Normdatei: 4230721-1
- Virtual International Authority File: 247716669

Bahrdorf · 
Beierstedt · 
Büddenstedt · 
Danndorf · 
Frellstedt · 
Gevensleben · 
Grafhorst · 
Grasleben · 
Groß Twülpstedt · 
Helmstedt · 
Ingeleben · 
Jerxheim · 
Königslutter am Elm · 
Lehre · 
Mariental · 
Querenhorst · 
Räbke · 
Rennau · 
Schöningen · 
Söllingen · 
Süpplingen · 
Süpplingenburg · 
Twieflingen · 
Velpke · 
Warberg · 
Wolsdorf